# Glanzende grootrug
De glanzende grootrug (Megalonotus praetextatus) is een wants uit de onderfamilie Rhyparochrominae en uit de familie bodemwantsen (Lygaeidae).
De onderfamilie Rhyparochrominae wordt ook weleens als een zelfstandige familie Rhyparochromidae gezien in een superfamilie Lygaeoidea. Lygaeidae is conform de indeling van bijvoorbeeld het Nederlands Soortenregister.

## Uiterlijk
Deze soort is 3,9 tot 5,1 mm lang. Net als de andere soorten uit het genus Megalonotus is het halsschild (pronotum) donker gekleurd en grof gepuncteerd en dragen de voordijen een grote en meerdere kleinere stekels. De kop, het schildje (scutellum) en de poten van deze wants zijn donker. Vergeleken met andere soorten is hij opvallend glanzend. Het halsschild is glad en onbehaard. De poten zijn lichtbruin met uitzondering van de dijen van de voorpoten, die donkerbruin zijn. De antennes zijn donker.

## Verspreiding en habitat
De soort komt voor in Europa van het zuidelijk deel van Scandinavië tot in het noordelijke deel van het Middellandse Zeegebied en naar het zuiden toe in Noord-Afrika. Naar het oosten is hij verspreid tot in Klein Azië, Kaukasus en het gebied rond de Kaspische Zee. Ze geven de voorkeur aan droge, open, warme leefgebieden met zand- en kalksteenbodems.

## Leefwijze
De wantsen leven op de bodem van de zaden. Er schijnt een binding te zijn met sommige planten uit de ooievaarsbekfamilie (Geraniaceae) zoals reigersbek (Erodium) en geranium (Geranium), maar ze kunnen ook van andere zaden leven.